# Usina Hidrelétrica Jamanxim
A Usina Hidrelétrica Jamanxim é uma usina hidrelétrica em projeto no Rio Jamanxim,  no Pará. Terá capacidade instalada de 881 MW, quando concluída, sendo a irmã do meio no Complexo do Tapajós. A licitação está programada para ser realizada no ano de 2019 e a primeira unidade de geração entrará em funcionamento em 2022.
O lago terá área de 74,45 km². A queda será de 57,6 metros, gerando 881 MW através de 3 turbinas Francis de 293,7 MW cada. Produzirá 4.244,7 GW/ano.